# Mouans-Sartoux
Mouans-Sartoux (Occitaans: Moans-Sartòu of Moans e Sartòu; Italiaans (verouderd): Murziani-Sarti) is een gemeente in het Franse departement Alpes-Maritimes (regio Provence-Alpes-Côte d'Azur). De plaats maakt deel uit van het arrondissement Grasse. Mouans-Sartoux telde op 1 januari 2022 10.847 inwoners.

## Geografie
De oppervlakte van Mouans-Sartoux bedroeg op 1 januari 2022 13,52 vierkante kilometer; de bevolkingsdichtheid was toen 802,3 inwoners per km².
De onderstaande kaart toont de ligging van Mouans-Sartoux met de belangrijkste infrastructuur en aangrenzende gemeenten.

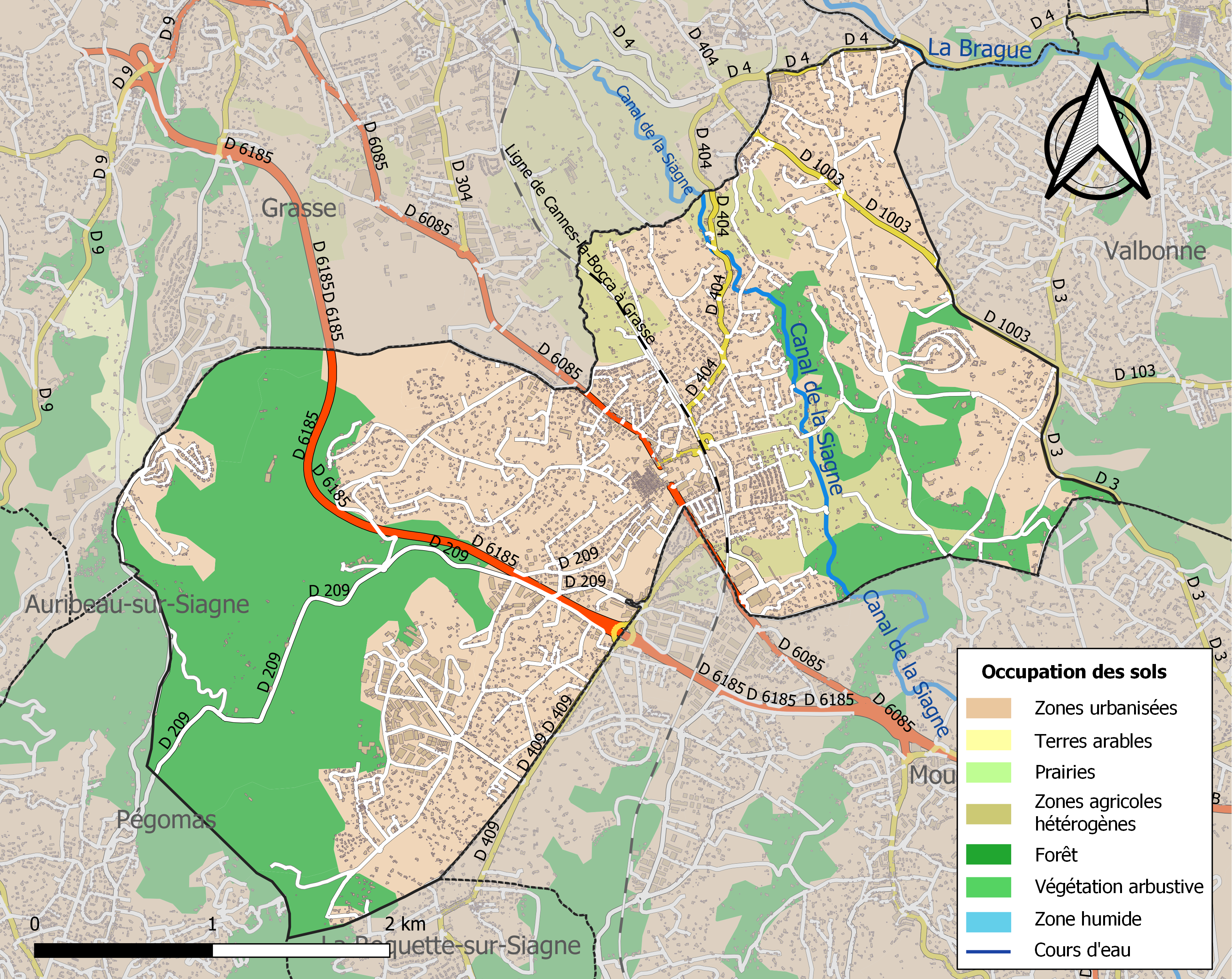

## Verkeer en vervoer
In de gemeente ligt spoorwegstation Mouans-Sartoux.

## Demografie
Onderstaande figuur toont het verloop van het inwonertal (bron: INSEE-tellingen).
Vanwege een beveiligingsprobleem met de MediaWiki Graph-software is het momenteel niet mogelijk deze grafiek weer te geven. Zodra de software is bijgewerkt zal de grafiek vanzelf weer zichtbaar worden.